# Disputa sulla paternità della teoria della relatività
Albert Einstein presentò le teorie della relatività ristretta e della relatività generale in articoli che non contenevano riferimenti formali alla precedente letteratura, o si riferivano solo ai risultati di un piccolo numero dei suoi predecessori, tra cui Hendrik Lorentz per la relatività speciale e al lavoro di Carl Friedrich Gauss, Bernhard Riemann, ed Ernst Mach per la relatività generale. Ciò scatenò numerose pretese su entrambe le teorie, che asserivano che esse erano state formulate interamente o in parte da altri prima di Einstein. L'argomento della discussione è in che estensione vadano attribuiti meriti ad Einstein ed altri individui per la formulazione di queste due teorie, basandosi su considerazioni di priorità.

## I candidati per la paternità
Per quanto riguarda la relatività ristretta, i nomi più importanti citati sono Albert Einstein, Hendrik Lorentz, Henri Poincaré ed Hermann Minkowski; considerazione è data anche ai numerosi altri scienziati per anticipazioni di alcuni aspetti della teoria o per i contributi al suo sviluppo ed elaborazione. Questi includono Woldemar Voigt, August Föppl, Joseph Larmor, Emil Cohn, Friedrich Hasenöhrl, Max Planck, Max von Laue, Gilbert Newton Lewis e Richard Chace Tolman. Inoltre, esistono polemiche circa i contributi di altri come Olinto De Pretto e la prima moglie di Einstein Mileva Marić, nonostante siano poco prese sul serio da alcuni accademici. 
Per quanto riguarda la relatività generale, la controversia è tra Albert Einstein, Marcel Grossmann e David Hilbert. Molti altri, tra cui Carl Friedrich Gauss, Bernhard Riemann, William Kingdon Clifford, Gregorio Ricci Curbastro, Tullio Levi Civita ed Ernst Mach contribuirono allo sviluppo degli strumenti matematici e alle idee geometriche che strutturano la teoria. Altre polemiche riguardano contruibuti anche di Paul Gerber. 

## Fatti ben noti ed indiscussi

### Relatività speciale
Per approfondire leggi: storia della relatività speciale e Teoria dell'etere di Lorentz.
- Nel 1889, Henri Poincarè[2] argomentò che l'etere potesse essere non osservabile e che in tal caso l'esistenza dell'etere divenisse una questione metafisica: suggerì quindi che come concetto venisse scartato come inutile. Tuttavia, nello stesso libro, considera l'etere un' "ipotesi conveniente" e continuerà ad usarlo anche negli ultimi articoli, tra cui quello del 1908[3] e quello del 1912[4].

- Nel 1900[5], Poincarè pubblicò un articolo in cui sosteneva che la radiazione potesse essere considerata come un fluido fittizio con una massa equivalente di {\displaystyle m_{r}={\frac {E}{c^{2}}}}, derivandola dall'interpretazione della Teoria dell'etere di Lorentz, che incorporava la Pressione di radiazione di James Clerk Maxwell.
- Sempre in[5] e poi in[6], Poincarè descrisse la procedura di sincronizzazione per due orologi a riposo relativo tra loro: i due eventi, che sono simultanei in un sistema di riferimento, non lo sono in un altro. Questa argomentazione fu poi ripresa da Einstein[7] in modo molto simile, ma Poincaré distingueva il tempo "locale" o "apparente" degli orologi in movimento dal tempo "vero" degli orologi a riposo.
- Del 1904[8] è l'articolo in cui Lorentz proponeva le trasformazioni cui diede il suo nome.
- Nel 1905[9] Einstein derivò le trasformazioni di Lorentz usando la composizione delle velocità a partire dal principio di relatività e dalla costanza della velocità della luce. Fu il primo ad argomentare che queste due argomentazioni, insieme all'omogeneità e all'isotropia dello spazio , fossero sufficienti per derivare la teoria: "L'introduzione di un etere lucifero si proverà superfluo a meno che non si richieda uno spazio assoluto stazionario fornito di proprietà spaziali speciali, né si assegni un vettore velocità ad un punto dello spazio vuoto in cui i processi elettromagnetici prendano luogo."  Dei suoi predecessori Einstein in questo articolo citò Lorentz mostrando l'accordo tra i due risultati mentre Poincaré sarà citato solo negli articoli successivi. In questo articolo, inoltre, Einstein fu il primo a suggerire che quando un corpo perde energia di una quantità {\displaystyle \Delta E}, la sua massa decresce della quantità {\displaystyle \Delta E/c^{2}}.
- Nel 1908[10], Hermann Minkowski mostrò che la teoria della relatività speciale potesse essere elegantemente descritta usando uno spaziotempo quadridimensionale, che combina una dimensione temporale con le tre spaziali.